# Macropsis cannabis
Macropsis cannabis är en insektsart som beskrevs av Wei och Cai 1998. Macropsis cannabis ingår i släktet Macropsis och familjen dvärgstritar. Inga underarter finns listade i Catalogue of Life.